# Lachovice (Vyšší Brod)
Lachovice jsou malá vesnice, část města Vyšší Brod v okrese Český Krumlov v Jihočeském kraji. Nachází se asi 2,5  kilometru severně od Vyššího Brodu. Lachovice leží v katastrálním území Hrudkov o výměře 12,25 km².

## Historie
První písemná zmínka o vesnici pochází z roku 1338.

## Obyvatelstvo
| Rok            | 1869 | 1880 | 1890 | 1900 | 1910 | 1921 | 1930 | 1950 | 1961 | 1970 | 1980 | 1991 | 2001 | 2011 | 2021 |
| -------------- | ---- | ---- | ---- | ---- | ---- | ---- | ---- | ---- | ---- | ---- | ---- | ---- | ---- | ---- | ---- |
| Počet obyvatel | 250  | 258  | 244  | 250  | 235  | 234  | 212  | 92   | 120  | 44   | 39   | 31   | 19   | 32   | 45   |
| Počet domů     | 29   | 30   | 28   | 29   | 28   | 29   | 29   | 20   | 20   | 14   | 7    | 18   | 17   | 22   | 24   |

## Obecní správa
Při sčítání lidu v letech 1850–1959 Lachovice byly osadou obce Hrudkov v okrese Kaplice. Od roku 1960 jsou částí města Vyšší Brod v okrese Český Krumlov.